# Collutorio

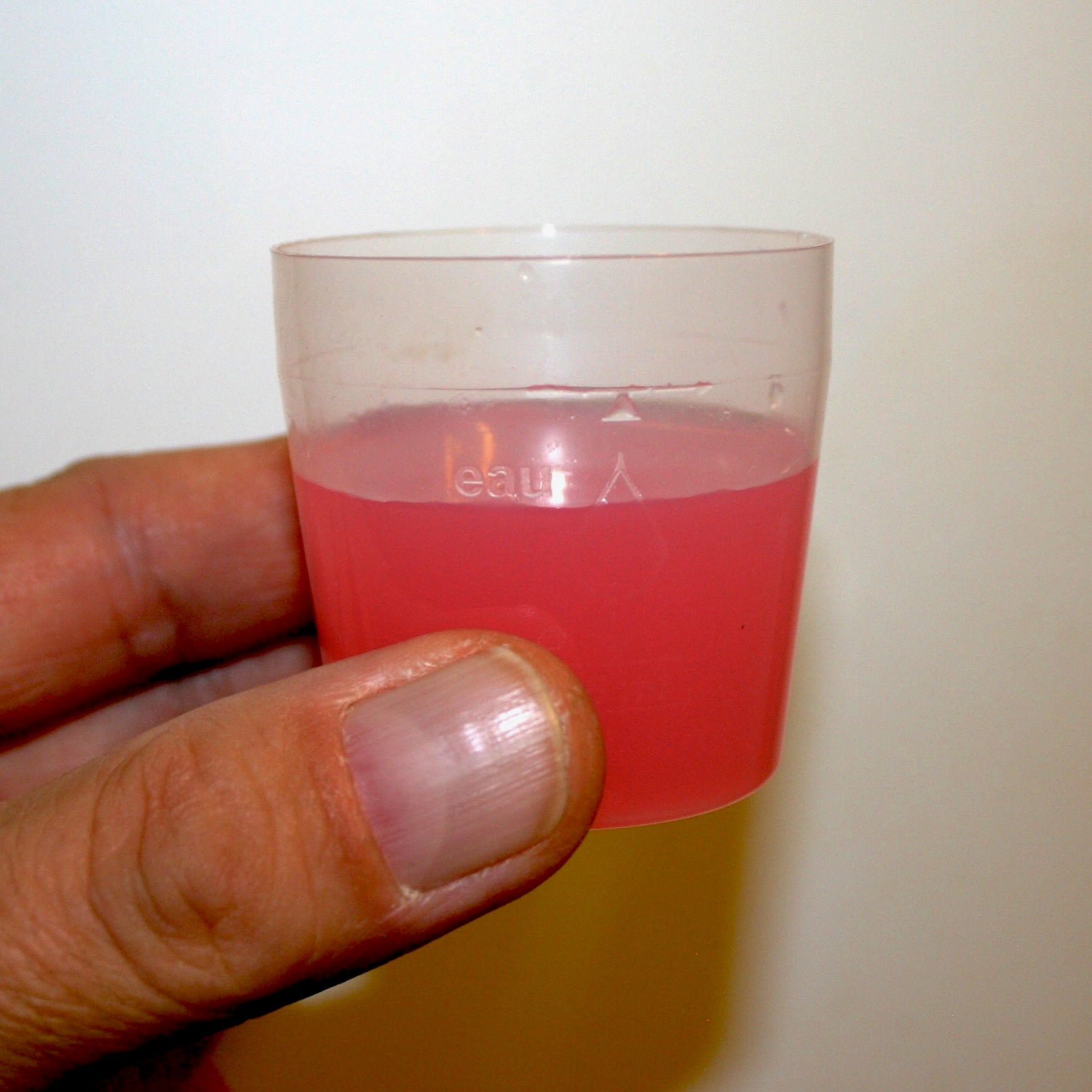
Collutorio dentale

Il collutorio o, meno comunemente, colluttorio è un prodotto utilizzato per l'igiene orale.
È un antisettico e anti-placca che si sostiene aiuti a prevenire carie, gengiviti e alito cattivo. I collutori utilizzano il fluoro per la protezione contro la carie. È tuttavia generalmente accettato che l'uso di questo prodotto non elimini la necessità dell'utilizzo dello spazzolino e del filo interdentale.
Secondo l'American Dental Association (ADA) la normale spazzolatura e il corretto uso del filo interdentale sono sufficienti nella maggior parte dei casi, anche se l'ADA ha posto il suo sigillo di approvazione sull'alcol che molti collutori contengono (in aggiunta ai regolari controlli dentistici); tuttavia un ricercatore australiano ritiene che il collutorio debba essere utilizzato solo come soluzione a breve termine.
Collutori alcolici e dal sapore forte possono però causare tosse quando vengono utilizzati per questo scopo.

## Storia
Il primo riferimento noto all'uso di un collutorio è nell'ayurveda e nella medicina cinese (circa nel 2.700 a.C.) per il trattamento della gengivite. Più tardi nel periodo greco e romano un liquido per il risciacquo della bocca dopo la spazzolatura divenne comune tra le classi alte e Ippocrate consigliava una miscela di sale, allume e aceto.

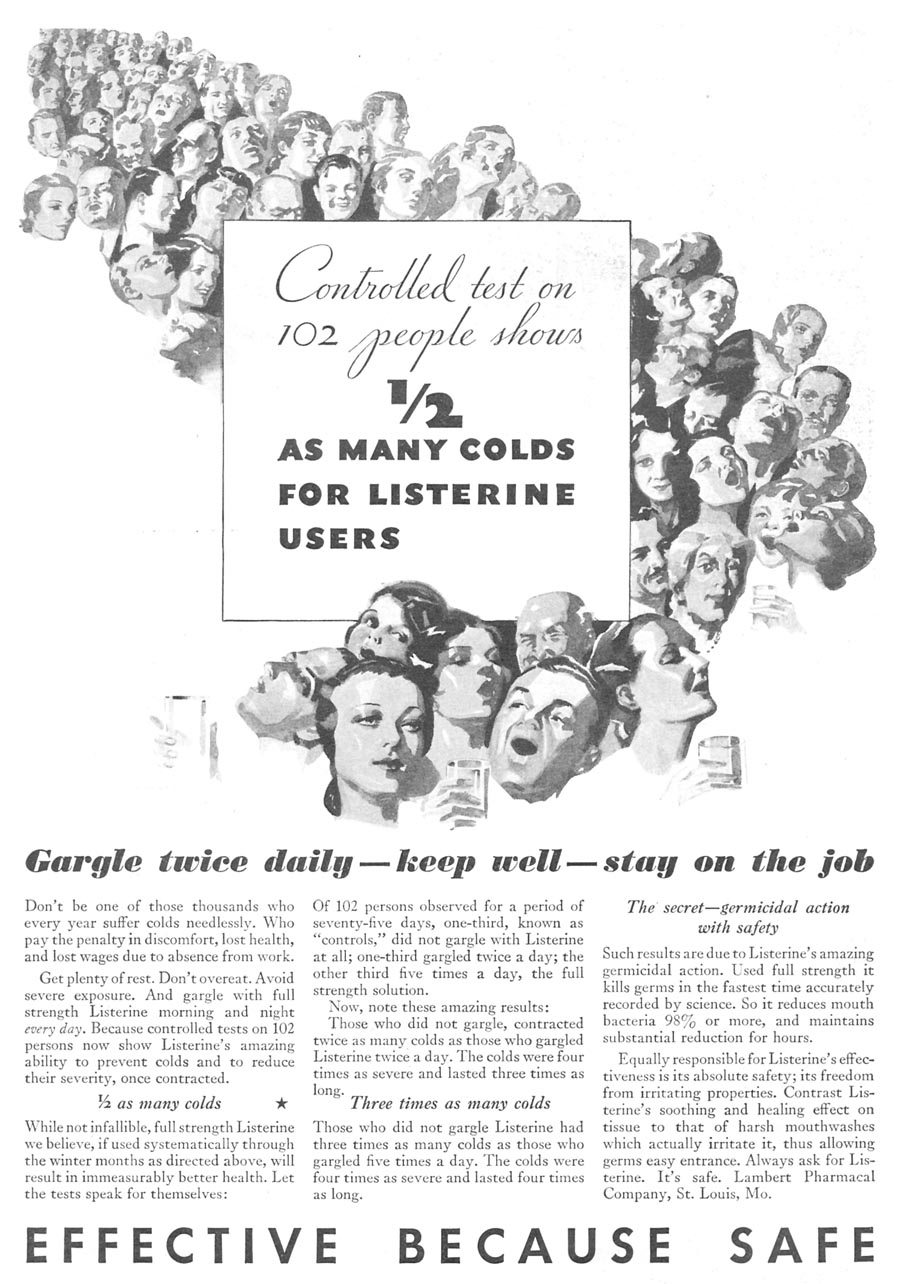
Una pubblicità del 1932 sui vantaggi derivati dall'uso dei collutori

Il Talmud ebraico, risalente a circa 1.800 anni fa, suggerisce una cura per disturbi della bocca contenente "impasto di acqua" e olio d'oliva.
Anton van Leeuwenhoek, un famoso microscopista del XVII secolo, scoprì degli organismi viventi (viventi perché erano mobili) presenti in depositi sui denti (quello che viene chiamato placca dentale). Trovò anche organismi nell'acqua dal canale vicino alla sua casa a Delft. Sperimentò su dei campioni che con l'aggiunta di aceto o di brandy avveniva l'immobilizzazione o l'eliminazione immediata degli organismi sospesi in acqua. Successivamente sperimentò su sé stesso e su altri il risciacquo della bocca con un collutorio piuttosto semplice costituito da aceto o da brandy; scoprì che gli organismi viventi rimanevano nella bocca. Ne concluse che il collutorio o non raggiungeva gli organismi, o non era presente abbastanza a lungo per eliminarli.
Tale rimase la situazione fino alla fine del 1960, quando Harald Loe (all'epoca professore alla Royal Dental College di Aarhus, Danimarca) dimostrò che un composto a base di clorexidina poteva impedire l'accumulo della placca dentale. La ragione dell'efficacia della clorexidina è la sua caratteristica di forte aderenza alle superfici della bocca, rimanendo così presente in concentrazioni efficaci per diverse ore.
Da allora l'interesse commerciale dei collutori risultò intenso e diverse case di prodotti sostengono l'efficacia del collutorio nel ridurre l'accumulo della placca batterica e nel ridurre la probabilità di gengivite, oltre che nel combattere l'alitosi.

## Utilizzo
L'uso comune consiste nel risciacquarsi la bocca con circa 20 ml di collutorio due volte al giorno dopo la spazzolatura. Il lavaggio avviene tipicamente agitando la soluzione nella bocca attraverso la lingua o effettuando gargarismi per circa mezzo minuto e poi sputando il liquido.
In alcuni marchi il collutorio sputato risulta macchiato, in modo che si possano vedere batteri e detriti.
È consigliabile utilizzare collutori almeno un'ora dopo la spazzolatura con un dentifricio quando quest'ultimo contiene sodio lauril solfato, in quanto i composti anionici SLS presenti nel dentifricio possono disattivare gli agenti cationici presenti nel collutorio.

## Ingredienti e sapori
I principi attivi nelle marche commerciali di collutorio possono includere timolo, eucaliptolo, hexetidine, salicilato di metile, mentolo, clorexidina gluconato, benzalconio cloruro, cloruro di cetilpiridinio, metilparaben, perossido di idrogeno, bromuro di domiphen e talvolta fluoruro, enzimi e calcio. Oltre all'acqua sono spesso presenti dolcificanti come sorbitolo, sucralosio, saccarina di sodio e xilitolo.
A volte viene aggiunta una notevole quantità di alcol (fino al 27% in volume) con la funzione di vettore per il sapore, affinché non risulti troppo fastidioso, ma a questi livelli non ha alcun effetto antibatterico. A causa del contenuto alcolico è possibile risultare positivi al test dell'etilometro dopo il risciacquo, sebbene i livelli di alcol nel respiro ritornino alla normalità dopo dieci minuti; inoltre l'alcol è un agente di essiccazione e può quindi procurare in seguito alla secchezza orale un peggioramento cronico nell'alito cattivo ed è possibile che ci siano degli abusi da parte degli alcolisti.
È stata sollevata la possibilità che l'alcol impiegato nei collutori possa avere un'azione cancerogena, ma non c'è alcun consenso scientifico sul tema. I collutori commerciali in genere contengono conservanti come il sodio benzoato per preservare la freschezza quando il contenitore è stato aperto. Molte marche sono prive di alcol e contengono agenti per eliminare gli odori (come gli ossidanti), così come la prevenzione di odori con degli agenti come lo ione zinco per evitare un alito cattivo nel futuro sono via di sviluppo..

### Ingredienti alternativi
Un collutorio al sale è un trattamento fatto in casa per le infezioni della bocca e/o lesioni, o di post-estrazione di denti, ed è prodotto sciogliendo un cucchiaino di sale in una tazza di acqua tiepida.
L'uso di collutori a base di erbe come la persica è in aumento, a causa degli effetti di scolorimento percepiti e il sapore sgradevole di clorexidina. La ricerca ha inoltre indicato che gli oli di sesamo e di girasole possono essere usati come alternative a buon mercato rispetto alla clorexidina.
Altri prodotti, come l'acqua ossigenata, sono stati sperimentati come da soli e in combinazione con clorexidina, a causa di alcuni risultati inconsistenti per quanto riguarda la sua utilità.
Un altro studio ha dimostrato che l'uso quotidiano di un collutorio contenente allume risulta sicuro e ha prodotto un effetto significativo sulla combinazione benefica verso la salute di collutorio e spazzolatura.
Tuttavia molti studi riconoscono che la clorexidina come componente del collutorio risulta la sostanza più efficace se usata su di una superficie del dente già pulita o immediatamente dopo la pulizia. Dato che la clorexidina ha difficoltà a penetrare il rivestimento della placca, altri collutori possono essere più efficaci quando la placca preesistente è presente. Un effetto collaterale, come viene indicato sulle etichette, è la colorazione dei denti che può verificarsi nell'utilizzo prolungato.

### Composizioni personalizzate
Dei collutori personalizzati, chiamati anche "collutori magici", possono essere prescritti dai dentisti nella convalescenza da interventi di chirurgia orale. Le variazioni sono comuni e alcune sono costituite da prodotti senza obbligo di ricetta medica.

## Controversie
Nel gennaio 2009 un rapporto pubblicato sulla rivista Dental Journal of Australia annunciava l'esito di uno studio da cui si erano trovate "prove sufficienti" per stabilire che "collutori contenenti alcol contribuiscono ad aumentare il rischio di sviluppo di cancro orale". Studi ulteriori condotti dalla stessa squadra parlavano di un rischio di contrarre il cancro aumentato quasi cinque volte con collutori contenenti alcol negli utenti che non fanno uso né di tabacco, né bevono frequentemente alcolici (con un più alto tasso di crescita in coloro che lo fanno). Lo stesso studio avrebbe evidenziato degli effetti collaterali di collutori molto diffusi, che includevano diverse erosioni dentali e l'avvelenamento accidentale di bambini.
Tuttavia tale inchiesta è stata contestata da Yinka Ebo della Cancer Research UK, il quale conclude che "non vi sono ancora prove sufficienti a suggerire che il collutorio che contiene alcolici aumenti il rischio di cancro della bocca". Studi basati su ampie metanalisi hanno escluso il collegamento tra neoplasia orale e collutori. Probabilmente per precauzione da tempo le maggiori marche hanno comunque eliminato o ridotto drasticamente la presenza di alcol nei collutori.